# Rudy Boschwitz

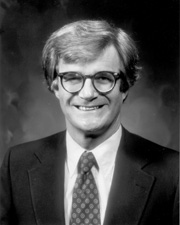
Rudy Boschwitz

Rudolph Ely „Rudy“ Boschwitz (* 7. November 1930 in Berlin) ist ein US-amerikanischer Unternehmer und Politiker. Von Dezember 1978 bis Januar 1991 war er US-Senator für den Bundesstaat Minnesota.

## Leben
Boschwitz' Vater Ely Boschwitz und seine Mutter Lucy Dawidowitz mussten 1936 aus dem nationalsozialistischen Deutschland emigrieren. Boschwitz wuchs in New Rochelle im Staat New York auf. Nach seinem Schulabschluss besuchte er die Johns Hopkins University in Baltimore sowie die Stern School of Business und die Law School der New York University in New York City, welche er 1953 als Bachelor of Laws abschloss. 1953–55 diente er beim US Army Signal Corps. 1963 gründete er in Minnesota die Sperrholzfabrik Plywood Minnesota (heute Home Valu Interiors).
Von 1971 bis 1978 war Boschwitz im Republican National Committee vertreten. Im November 1978 wurde er für die Republikanische Partei (Independent-Republican Party) in den Senat gewählt. Durch das Ausscheiden von Vorgänger Wendell Anderson nahm er dessen Platz bereits ab dem 30. November 1978 ein. Nach einer erfolgreichen Wiederwahl verlor er 1990 gegen den demokratischen Herausforderer Paul Wellstone. 1991 wurde er als Abgesandter von US-Präsident George Bush zur Verhandlungsführung bei der Operation Salomon eingesetzt. 1996 trat er erneut bei den Wahlen zum Senat gegen Paul Wellstone an, unterlag aber deutlich. Seitdem nimmt er Aufgaben in verschiedenen Organisationen und Delegationen wahr; unter anderem war er im Jahr 2005 als Nachfolger von Richard S. Williamson amerikanischer Repräsentant bei der UN-Menschenrechtskommission.
Boschwitz ist seit 1956 mit Ellen Antoinette Loewenstein verheiratet. Sie haben vier Söhne.